# Castro Marim
Castro Marim é uma vila raiana portuguesa pertencente ao Distrito de Faro, sub-região (NUT III) e região (NUT II) do Algarve, com cerca de 2000 habitantes.
É sede do Município de Castro Marim com 300,84 km² de área e 6578 habitantes (censo de 2021), estando subdividido em 4 freguesias. O município é limitado a norte e noroeste pelo município de Alcoutim, a leste pela Espanha, a sudeste por Vila Real de Santo António (território principal), a sul pelo Oceano Atlântico, a sudoeste pela freguesia de Vila Nova de Cacela (exclave de Vila Real de Santo António) e a oeste por Tavira.
Em memória de sua mãe, Lúcia Gomes — uma portuguesa de Castro Marim —, o compositor e guitarrista espanhol Paco de Lucía deu o nome de Castro Marín ao seu décimo terceiro álbum.

## História
Na margem direita do Guadiana, a vila de Castro Marim é palco de numerosos vestígios que comprovam a sua ocupação desde a antiguidade. Foi povoada por fenícios, cartagineses, gregos, romanos, visigodos e árabes. Foi conquistada aos mouros em 1242 e recebeu foral em 1277. Estando perto do rio, do mar, da planície e da montanha e fazendo fronteira com Ayamonte, Castro Marim foi durante séculos uma importante praça de guerra do Algarve.
Em redor do castelo, erguido por D. Afonso III, pode contemplar-se uma imensa paisagem de salinas tradicionais. A ligação de Castro Marim à atividade salineira vem de longa data, tornando-se quase impossível determinar a data precisa do seu início. A exploração deste recurso, a par da pesca e da agricultura, faz parte da economia desta região, marcando a cultura e a vivência da população local.
Visitar as salinas tradicionais é uma excelente oportunidade para descobrir os saberes tradicionais utilizados durante séculos na extração do sal, numa simbiose perfeita entre o trabalho do homem e a vontade da natureza. A sabedoria do incansável salineiro, que conserva a arte e os instrumentos tradicionais, oferece-nos dois produtos de qualidade superior, perfeitamente enraizados na população castromarinense.
As gentes de Castro Marim, habituadas desde a antiguidade ao convívio com diferentes povos vindos do mediterrâneo, trocaram produtos e práticas, absorveram modos de estar e de fazer, saberes amadurecidos pelo tempo que chegaram até nós através dos artesãos, tesouros vivos detentores e transmissores da herança imaterial de Castro Marim, que conservam a memória de um povo e de uma cultura.
Os visitantes ainda podem encontrar quem, à porta de sua casa, faz a minuciosa e delicada renda de bilros para decorar toalhas de mesa. Ainda é possível conhecer a cara dos homens que, com as sábias mãos, tecem cestos com palha e cana, folhas de junco e palmeira e observá-los no exercício do seu ofício.
Todos estes patrimónios estão aliados à paisagem natural do município de Castro Marim, um território com inúmeros encantos por descobrir que deslumbram todos aqueles que o visitam.

## Freguesias

Freguesias do município de Castro Marim

O município de Castro Marim está dividido em 4 freguesias:
| Freguesia    | Residentes (2011) | Residentes (2021) |
| ------------ | ----------------- | ----------------- |
| Altura       | 2195              | 2106              |
| Azinhal      | 522               | 479               |
| Castro Marim | 3267              | 3278              |
| Odeleite     | 763               | 576               |
| Total        | 6747              | 6439              |

## Demografia
De acordo com os dados do INE o distrito de Faro registou em 2021 um acréscimo populacional na ordem dos 3.7% relativamente aos resultados do censo de 2011. O concelho de Castro Marim registou um decréscimo a rondar os 4.6%. 	
★ Número de habitantes "residentes", ou seja, que tinham a residência oficial neste município à data em que os censos se realizaram.)	
| Número de habitantes por Grupo Etário ★★ | Número de habitantes por Grupo Etário ★★ | Número de habitantes por Grupo Etário ★★ | Número de habitantes por Grupo Etário ★★ | Número de habitantes por Grupo Etário ★★ | Número de habitantes por Grupo Etário ★★ | Número de habitantes por Grupo Etário ★★ | Número de habitantes por Grupo Etário ★★ | Número de habitantes por Grupo Etário ★★ | Número de habitantes por Grupo Etário ★★ | Número de habitantes por Grupo Etário ★★ | Número de habitantes por Grupo Etário ★★ | Número de habitantes por Grupo Etário ★★ | Número de habitantes por Grupo Etário ★★ |
| ---------------------------------------- | ---------------------------------------- | ---------------------------------------- | ---------------------------------------- | ---------------------------------------- | ---------------------------------------- | ---------------------------------------- | ---------------------------------------- | ---------------------------------------- | ---------------------------------------- | ---------------------------------------- | ---------------------------------------- | ---------------------------------------- | ---------------------------------------- |
|                                          | 1900                                     | 1911                                     | 1920                                     | 1930                                     | 1940                                     | 1950                                     | 1960                                     | 1970                                     | 1981                                     | 1991                                     | 2001                                     | 2011                                     | 2021                                     |
| 0-14 Anos                                | 2 633                                    | 2 978                                    | 2 814                                    | 2 943                                    | 2 821                                    | 2 616                                    | 2 516                                    | 1 310                                    | 1 449                                    | 1 037                                    | 830                                      | 838                                      | 705                                      |
| 15-24 Anos                               | 1 400                                    | 1 363                                    | 1 361                                    | 1 728                                    | 1 541                                    | 1 634                                    | 1 605                                    | 1 035                                    | 968                                      | 926                                      | 758                                      | 644                                      | 545                                      |
| 25-64 Anos                               | 3 670                                    | 3 656                                    | 3 475                                    | 4 032                                    | 4 205                                    | 4 461                                    | 4 855                                    | 3 670                                    | 3 465                                    | 3 286                                    | 3 277                                    | 3 462                                    | 3 096                                    |
| = ou > 65 Anos                           | 404                                      | 574                                      | 549                                      | 656                                      | 785                                      | 905                                      | 1 016                                    | 1 095                                    | 1 415                                    | 1 554                                    | 1 728                                    | 1 803                                    | 2 093                                    |

★★ De 1900 a 1950 os dados referem-se à população "de facto", ou seja, que estava presente no município à data em que os censos se realizaram. Daí que se registem algumas diferenças relativamente à designada população residente

## Economia
Uma das atividades económicas do município é o turismo, pois o município dispõe de uma faixa litoral com várias praias.
Também a extração de sal é realizada nas salinas junto ao rio Guadiana. É possível ir a banhos de sal, porque uma empresa dedicada à salicultura artesanal está a desenvolver um novo produto, no meio das salinas.
Castro Marim é palco anualmente de uma feira medieval que acontece perto do final de agosto, integrada nas festividades denominadas Dias Medievais de Castro Marim.
Esta feira junta vários artistas de todo o mundo, tais como músicos medievais, arqueiros, espadachins, trupes, dançarinos, etc. Também traz vendedores e vários tipos de artesãos como tecelões, ferreiros, ervanários, etc.

## Equipamentos
Percursos pedestres
- PR1 CTM Do Passado ao Presente - 3km - Entidade Promotora: ODIANA[7]
- PR2 CTM Circuito do Beliche - 6km - Entidade Promotora: ODIANA[7]
- PR3 CTM Azinhal, uma janela para o Guadiana - 8km - Entidade Promotora: ODIANA[7]
- PR4 CTM Odeleite, de perto e de longe - 11km - Entidade Promotora: ODIANA[7]
- PR5 CTM Terras da Ordem - 12km - Entidade Promotora: ODIANA[7]
- PR6 CTM Canaviais do Barranco do Ribeirão - 7km - Entidade Promotora: ODIANA[7]
- PR7 CTM Caminhos da Cabra Algarvia - 15km - Entidade Promotora: ODIANA[7]
- PR8 CTM Circuito das Amendoeiras - 11km - Entidade Promotora: ODIANA[7]
- PR9 CTM – Percurso Pedestre Mina e Alfufeira
- PR10 CTM – Percurso Pedestre dos Barrancos

## Património
- Castelo de Castro Marim - As populações que habitavam o espaço português conheceram, desde tempos muito remotos, a necessidade de se munirem de estruturas defensivas. Está a vila de Castro Marim edificada sobre um monte do Castelo, umas das mais significativas invocações que a Idade Média introduziu na paisagem portuguesa, na margem direita do rio Guadiana.  A primeira fortaleza de Castro Marim deveria ter consistido num castro familiar ou de povoamento do período neolítico, levantado na coroa desse monte.  Devido à configuração topográfica e localização estratégica de Castro Marim, foi esta vila povoada por vários povos, entre eles, Fenícios, Cartagineses, Vândalos e Mouros, estes derrotados, aquando da conquista da vila por D. Paio Peres Correia em 1242.  Em 1277, D. Afonso III concedeu-lhe Carta de Foral com grandes privilégios para atrair população mais facilmente aquela zona, erguendo a cerca medieval, onde inicialmente, a vila se desenvolveu.  A vila cresceu, inicialmente, dentro das muralhas do castelo velho, de planta quadrangular, definido por quatro torreões cilíndricos nos ângulos e um pátio interno, com duas portas de acesso, uma a sul e outra norte.  Mais tarde, no reinado de D. Dinis, compensando a perda de Ayamonte que passou para o domínio de Castela, mandou o rei reforçar a fortificação, ampliando-a com a construção da Muralha de Fora, para abrigo e defesa da população, atraindo-a com a confirmação e ampliação dos privilégios atribuidos pelo seu pai D. Afonso III, concedendo-lhe nova Carta de Foral em 1282.  Durante todo o processo de conquista do Algarve, não se pode descurar a importância do papel das Ordens Militares Religiosas.  Castro Marim, pela sua localização geo-raiana, conseguiu atrair, com a ajuda do rei D. Dinis e pela bula papal instituída pelo papa João XXII, a Ordem de Santiago, que terá herdado os bens da Ordem dos Templários extinta em 1321, instalando a sua sede no Castelo de Castro Marim de 1319 até 1356, ano em que foi transferida, por ordem de D. Pedro I, para Tomar, devido à cessação das lutas contra os mouros e de um progressivo desprestígio da zona. A partir dessa altura, a importância deste Castelo foi diminuindo e a vila começou a despovoar-se, apesar dos privilégios atribuídos pelos monarcas.  Com a entrada do século XV e com o incremento das campanhas ultramarinas, a Coroa Portuguesa encontrou no Algarve o melhor posicionamento geográfico e estratégico, pela proximidade ao Norte de África, mantendo assim mais facilmente essas praças, controloando-as, para além de controlar possíveis ataques de corsários vindos do sul ou da vizinha Espanha.  Castro Marim tornava-se assim, pela sua localização geográfica, numa das principais praças de guerra aquando do destacamento das nossas tropas além-mar, perdendo o seu apogeu relativamente a outras praças de guerra algarvias durante o século XVI.  Durante o reinado de D. Manuel I, com a nova Carta de Foral atribuída a esta vila em 1504, inicou-se relevante obra de restauro e defesa do Castelo, inicada em 1509.  Esta obra visara um duplo objectivo de apoio às conquistas ultramarinas e de vigilância aos possíveis ataques corsários a que esta vila estava sujeita.  Dentro do recinto muralhado, situavam-se as ruínas da Igreja de Santiago, primitiva matriz da vila, construída no século XIV, a Igreja de Santa Maria e antiga Igreja da Misericórdia, junto à porta de Armas, que serviu a população até ao século XVI, altura em que a vila começou a crescer para fora do recinto muralhado, significando o aumento de terra firme.  Por este motivo e com o incremento das estruturas abaloartadas durante o século XV, mandou D. João IV, aquando das Guerras da Restauração em 1640, dada a importância militar desse ponto, restaurar o Castelo e fazer novas obras de fortificação, construindo o Forte de S. Sebastião e de Revelim / Forte de S. António.

- Igreja da Misericórdia de Castro Marim

- Igreja de Santo António - com retábulo evocando os milagres do santo

- Forte de São Sebastião (Monumento Nacional) - O forte de São Sebastião de Castro Marim - assim denominado por ocupar o local onde anteriormente terá existido uma ermida dedicada a São Sebastião - é o melhor exemplo conservado do que foi o amplo processo de renovação do sistema defensivo da vila nos meados do século XVII. A sua construção deve-se ao rei D. João IV, no âmbito das Guerras da Restauração com Espanha, e terá sido iniciado logo em 1641, o que prova a importância deste ponto do território. O projeto então posto em prática transformou o velho castelo medieval na praça militar mais importante de todo o Algarve, facto reforçado pela localização estratégica face à linha de fronteira.  A planta do forte adaptou-se ao cerro em que se implantou, definindo um recinto amuralhado irregular, que integra cinco baluartes e cuja porta principal está virada a Norte, precisamente na direção do burgo e do castelo.  Esta relação de proximidade com o castelo de Castro Marim é um dos aspetos mais importantes das obras realizadas na vila no século XVII, na medida em que o novo sistema militar da localidade não prescindiu do antigo recinto muralhado, mas integrou-o na nova estrutura, constituindo-se, assim, uma complementaridade entre antigo e moderno que aqui adquire real expressão.

- Igreja de São Sebastião - com retábulos do século XVII e pinturas a têmpera do século XVIII

- Igreja de Nossa Senhora dos Mártires - Apesar de datar do século XVIII possui uma imagem do arcanjo São Gabriel do século XV. Tem um interessante zimbório.Forte de São Sebastião, forte e baluartes e revelins que se ligam ao Castelo
- Pelourinho de Castro Marim
- Igreja de Nossa Senhora da Visitação
- Igreja Paroquial de Odeleite

## Cultura
- Biblioteca
- Casa de Odeleite
- Casa da Musica
- Casa do Sal
- Centro Multiusos do Azinhal
- Mercado de Castro Marim
- Moinho das Pernadas
- Núcleo Museológico

## Praias
As praias de Castro Marim são as seguintes:
- Praia Verde (Castro Marim)
- Praia do Cabeço - Retur
- Praia da Alagoa

## Política

### Eleições autárquicas[8]
| Data  | %     | V     | %       | V       | %            | V            | %      | V      | %              | V       | %              | V      | %              | V       | %              | V   | %  | V  | Participação |                |
| Data  | PS    | PS    | PPD/PSD | PPD/PSD | FEPU/APU/CDU | FEPU/APU/CDU | UDP/BE | UDP/BE | PRD            | PRD     | CDS-PP         | CDS-PP | PSD-CDS        | PSD-CDS | GCE            | GCE | CH | CH | Participação |                |
| ----- | ----- | ----- | ------- | ------- | ------------ | ------------ | ------ | ------ | -------------- | ------- | -------------- | ------ | -------------- | ------- | -------------- | --- | -- | -- | ------------ | -------------- |
| Data  | 1976  | 44,17 | 2       | 29,46   | 2            | 17,77        | 1      |        |                |         |                |        |                |         |                |     |    |    |              | 53,87 / 100,00 |
| 1979  | 41,10 | 3     | 33,11   | 2       | 12,22        | -            | 8,48   | -      | 63,96 / 100,00 |         |                |        |                |         |                |     |    |    |              |                |
| 1982  | 57,94 | 4     | 22,64   | 1       | 10,15        | -            | 3,03   | -      | 71,04 / 100,00 |         |                |        |                |         |                |     |    |    |              |                |
| 1985  | 42,74 | 2     | 31,69   | 2       | 5,98         | -            |        |        | 14,79          | 1       | 68,53 / 100,00 |        |                |         |                |     |    |    |              |                |
| 1989  | 53,73 | 3     | 31,01   | 2       | 4,97         | -            | 5,38   | -      | 69,21 / 100,00 |         |                |        |                |         |                |     |    |    |              |                |
| 1993  | 53,27 | 3     | 36,98   | 2       | 4,10         | -            |        |        | 1,18           | -       | 71,81 / 100,00 |        |                |         |                |     |    |    |              |                |
| 1997  | 44,01 | 2     | 49,52   | 3       | 2,01         | -            | 0,70   | -      | 73,75 / 100,00 |         |                |        |                |         |                |     |    |    |              |                |
| 2001  | 44,74 | 2     | 48,85   | 3       | 1,04         | -            | 2,09   | -      | 75,91 / 100,00 |         |                |        |                |         |                |     |    |    |              |                |
| 2005  | 42,93 | 2     | 50,08   | 3       | 2,25         | -            | 1,12   | -      | 72,76 / 100,00 |         |                |        |                |         |                |     |    |    |              |                |
| 2009  | 40,18 | 2     | 54,37   | 3       | 2,07         | -            | 1,01   | -      | 70,74 / 100,00 |         |                |        |                |         |                |     |    |    |              |                |
| 2013  | 43,08 | 2     | 47,43   | 3       | 2,95         | -            | 2,04   | -      | 0,61           | -       | 66,18 / 100,00 |        |                |         |                |     |    |    |              |                |
| 2017  | 36,31 | 2     | CDS-PP  | CDS-PP  | 2,37         | -            |        |        | PPD/PSD        | PPD/PSD | 37,13          | 2      | 21,08          | 1       | 67,59 / 100,00 |     |    |    |              |                |
| 20191 | 34,46 | 2     | CDS-PP  | CDS-PP  | 3,46         | -            | 59,91  | 3      | PPD/PSD        | PPD/PSD |                |        | 55,82 / 100,00 |         |                |     |    |    |              |                |
| 2021  | 31,32 | 2     | 56,18   | 3       | 3,62         | -            | 0,80   | -      |                |         | 4,69           | -      | 57,58 / 100,00 |         |                |     |    |    |              |                |

1 - Eleições Intercalares

### Eleições legislativas
| Data | %     | %     | %    | %    | %     | %     | %        | %     | %     | %     | %    | %   | %       | % | %  | %  |
| Data | PS    | PSD   | PCP  | CDS  | UDP   | AD    | APU/ CDU | FRS   | PRD   | PSN   | BE   | PAN | PSD CDS | L | CH | IL |
| ---- | ----- | ----- | ---- | ---- | ----- | ----- | -------- | ----- | ----- | ----- | ---- | --- | ------- | - | -- | -- |
| 1976 | 51,90 | 17,78 | 7,42 | 4,07 | 3,07  |       |          |       |       |       |      |     |         |   |    |    |
| 1979 | 43,05 | AD    | APU  | AD   | 4,48  | 27,18 | 14,23    |       |       |       |      |     |         |   |    |    |
| 1980 | FRS   | AD    | APU  | AD   | 3,21  | 27,61 | 11,82    | 44,13 |       |       |      |     |         |   |    |    |
| 1983 | 53,48 | 20,21 | APU  | 2,79 | 1,75  |       | 13,57    |       |       |       |      |     |         |   |    |    |
| 1985 | 35,63 | 24,35 | APU  | 3,71 | 2,39  | 11,76 | 14,25    |       |       |       |      |     |         |   |    |    |
| 1987 | 34,83 | 41,12 | CDU  | 1,76 | 1,04  | 7,17  | 6,27     |       |       |       |      |     |         |   |    |    |
| 1991 | 37,97 | 47,31 | CDU  | 1,88 |       | 4,64  | 0,88     | 2,36  |       |       |      |     |         |   |    |    |
| 1995 | 58,66 | 27,10 | CDU  | 4,36 | 1,15  | 4,56  |          | 0,28  |       |       |      |     |         |   |    |    |
| 1999 | 56,73 | 27,95 | CDU  | 4,60 |       | 5,13  |          | 1,09  |       |       |      |     |         |   |    |    |
| 2002 | 46,01 | 38,56 | CDU  | 6,49 | 3,88  | 1,56  |          |       |       |       |      |     |         |   |    |    |
| 2005 | 55,63 | 25,30 | CDU  | 3,98 | 4,34  | 5,68  |          |       |       |       |      |     |         |   |    |    |
| 2009 | 36,76 | 29,74 | CDU  | 8,52 | 5,30  | 12,70 |          |       |       |       |      |     |         |   |    |    |
| 2011 | 29,85 | 39,22 | CDU  | 9,25 | 7,10  | 6,29  | 1,08     |       |       |       |      |     |         |   |    |    |
| 2015 | 39,92 | CDS   | CDU  | PSD  | 7,35  | 13,00 | 1,05     | 29,35 | 0,57  |       |      |     |         |   |    |    |
| 2019 | 43,15 | 23,62 | CDU  | 3,90 | 6,31  | 10,58 | 2,97     |       | 0,71  | 1,78  | 0,26 |     |         |   |    |    |
| 2022 | 43,20 | 25,49 | CDU  | 0,71 | 3,50  | 4,34  | 1,14     | 0,84  | 14,18 | 3,00  |      |     |         |   |    |    |
| 2024 | 30,68 | AD    | CDU  | AD   | 20,61 | 2,60  | 4,73     | 1,40  | 2,04  | 29,25 | 2,46 |     |         |   |    |    |

## Personalidades destacadas
- Jacinto Palma Dias (1945 - 2020), professor e investigador

## Geminações
Castro Marim está geminada com:
- Guérande (França)[11]

## Galeria

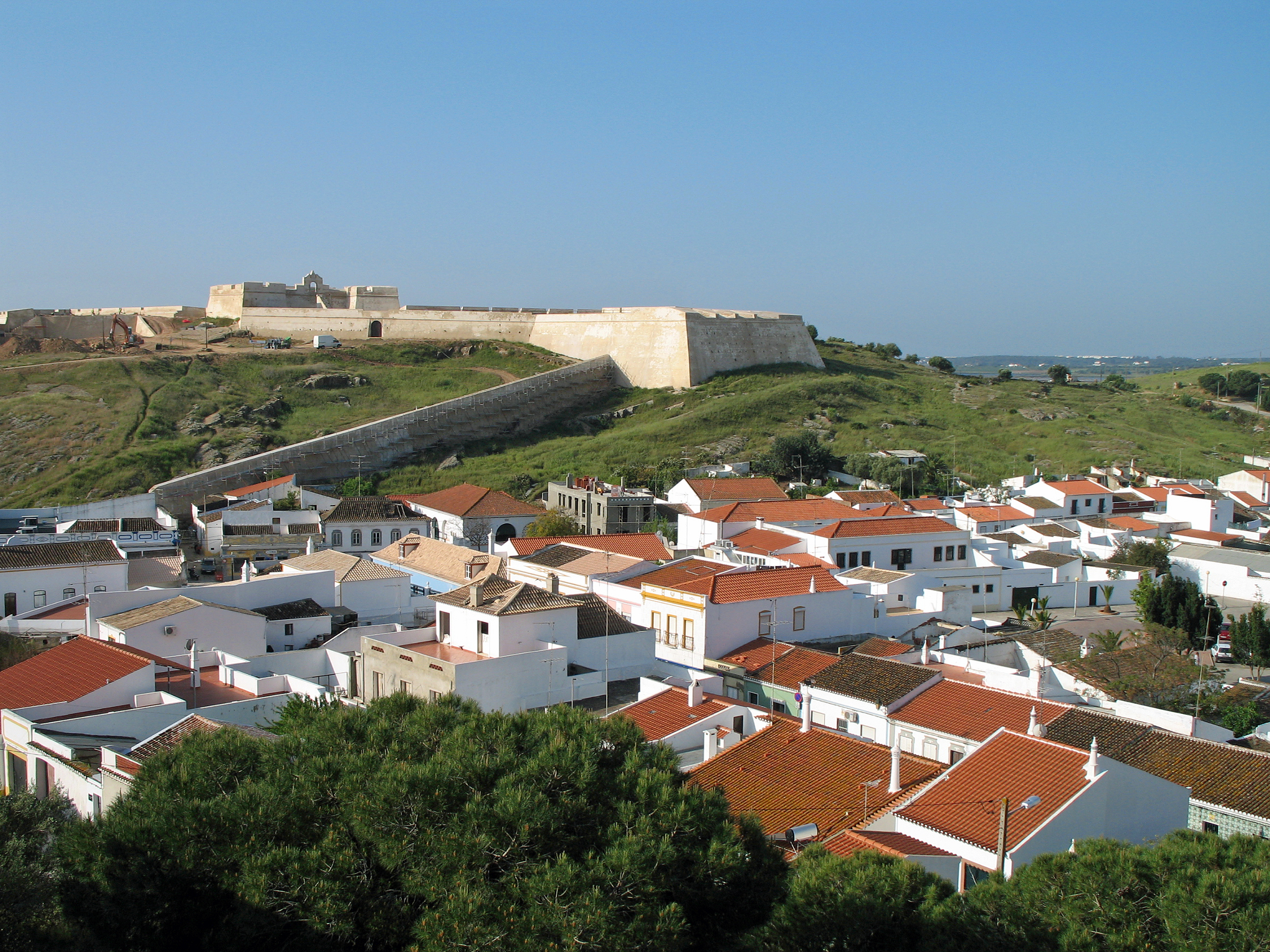
Castro Marim (Algarve, Portugal): vista de parte da cidade e (ao fundo) o Forte de São Sebastião
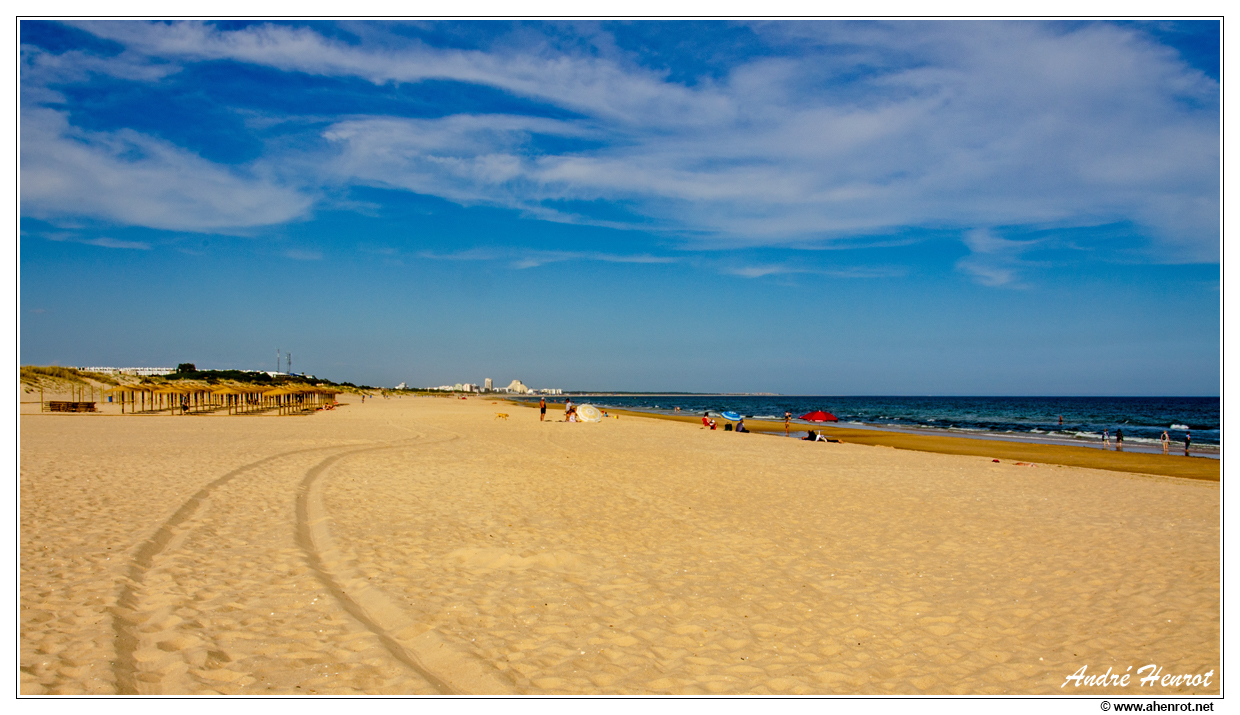
Praia da Alagoa
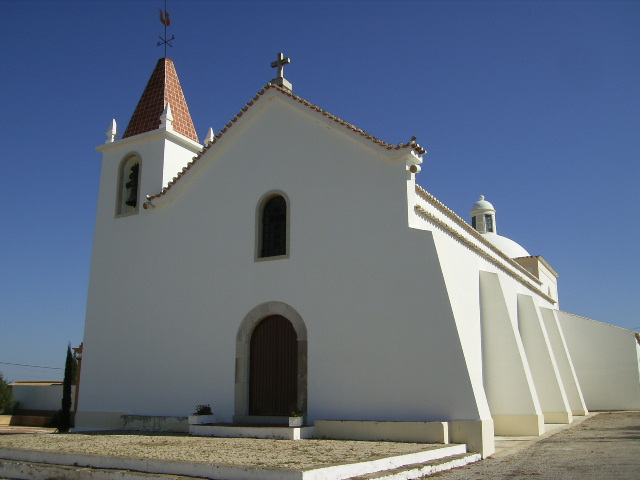
Igreja Matriz em Azinhal
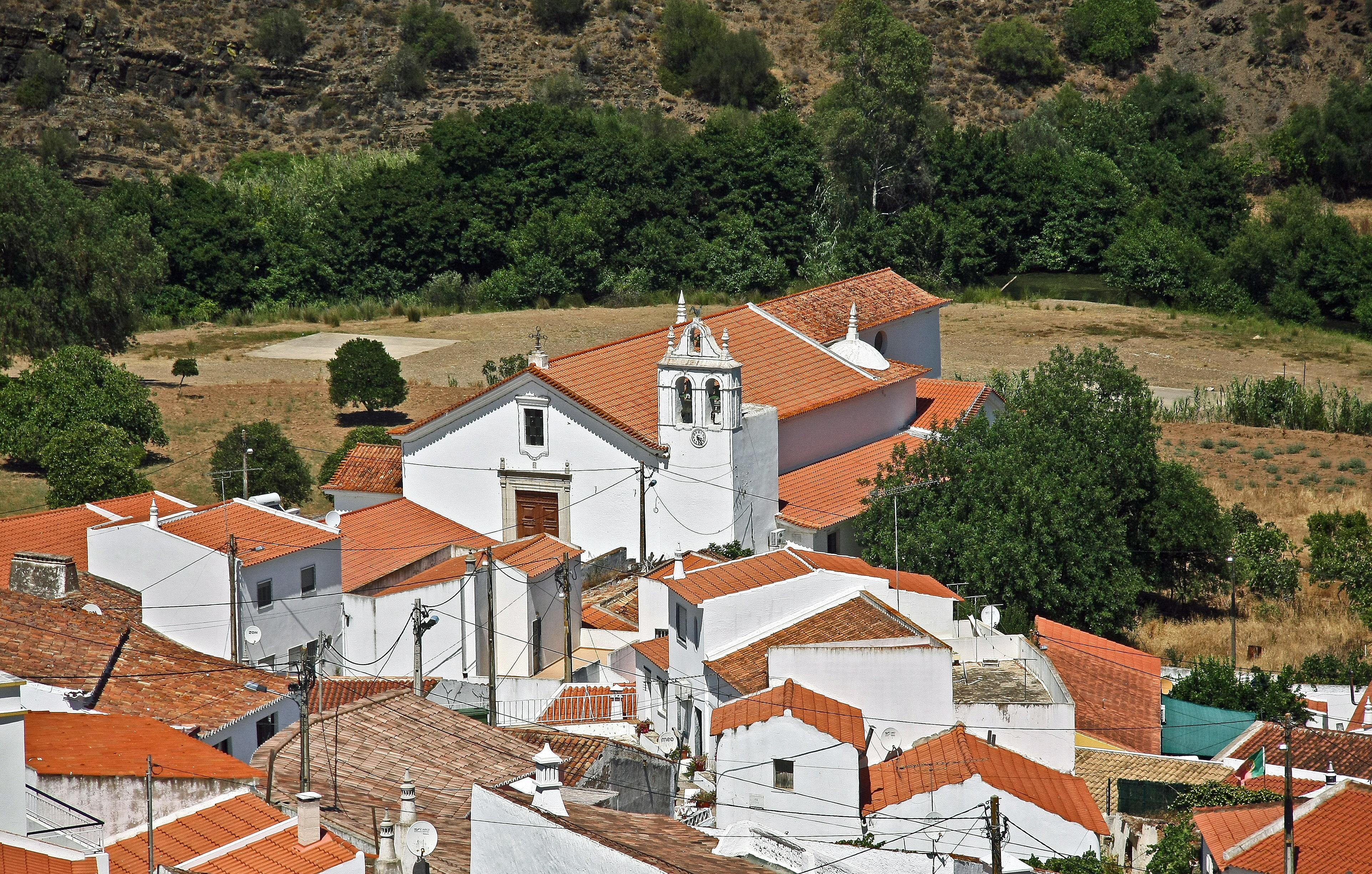
Odeleite